# BOLA2
BOLA2 (англ. BolA-like protein 2) – білок, який кодується однойменним геном, розташованим у людей на 16-й хромосомі. Довжина поліпептидного ланцюга білка становить 86 амінокислот, а молекулярна маса — 10 117.
| 10         |  | 20         |  | 30         |  | 40         |  | 50         |
| ---------- |  | ---------- |  | ---------- |  | ---------- |  | ---------- |
| MELSAEYLRE |  | KLQRDLEAEH |  | VEVEDTTLNR |  | CSCSFRVLVV |  | SAKFEGKPLL |
| QRHRLVNACL |  | AEELPHIHAF |  | EQKTLTPDQW |  | ARERQK     |  |            |

A: Аланін

C: Цистеїн

D: Аспарагінова кислота

E: Глутамінова кислота

F: Фенілаланін

G: Гліцин

H: Гістидин

I: Ізолейцин

K: Лізин

L: Лейцин

M: Метіонін

N: Аспарагін

P: Пролін

Q: Глутамін

R: Аргінін

S: Серин

T: Треонін

V: Валін

W: Триптофан

Задіяний у таких біологічних процесах, як ацетилювання, альтернативний сплайсинг. 
Локалізований у цитоплазмі, ядрі.